# Comuna Horînka, Kremeneț
Horînka (în ucraineană Горинка) este o comună în raionul Kremeneț, regiunea Ternopil, Ucraina, formată din satele Duhiv, Horînka (reședința) și Kușlîn.

## Demografie
Componența lingvistică a comunei Horînka
     Ucraineană (99,51%)
     Alte limbi (0,49%)
Conform recensământului din 2001, majoritatea populației comunei Horînka era vorbitoare de ucraineană (99,51%), existând în minoritate și vorbitori de alte limbi.